# Ochsenweg

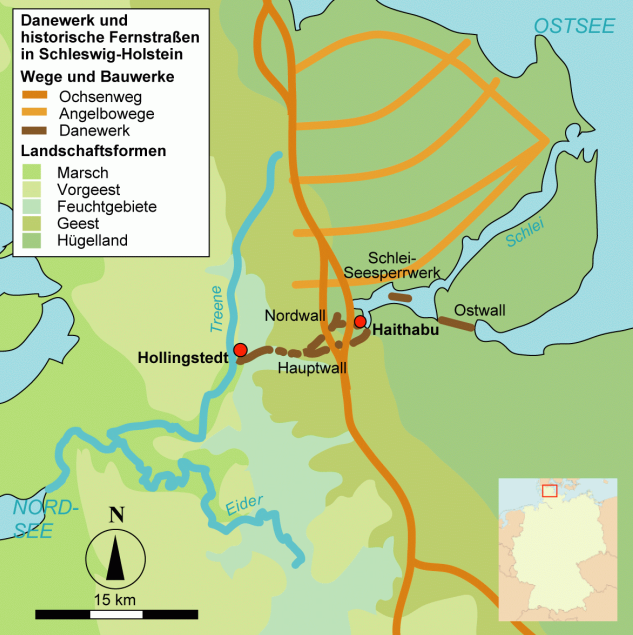
Karte des Ochsenwegs im Bereich des Danewerks

Der Ochsenweg, auch Heerweg (dänisch Hærvejen, Sakservejen oder Adelvejen; niederdeutsch Ossenpadd), ist ein historischer Landweg auf der Kimbrischen Halbinsel von Viborg in Dänemark nach Wedel in Schleswig-Holstein. Vom 16. bis 18. Jahrhundert verlief über seine Trassen die Ochsendrift, ein bedeutender Viehtrieb.

## Verlauf

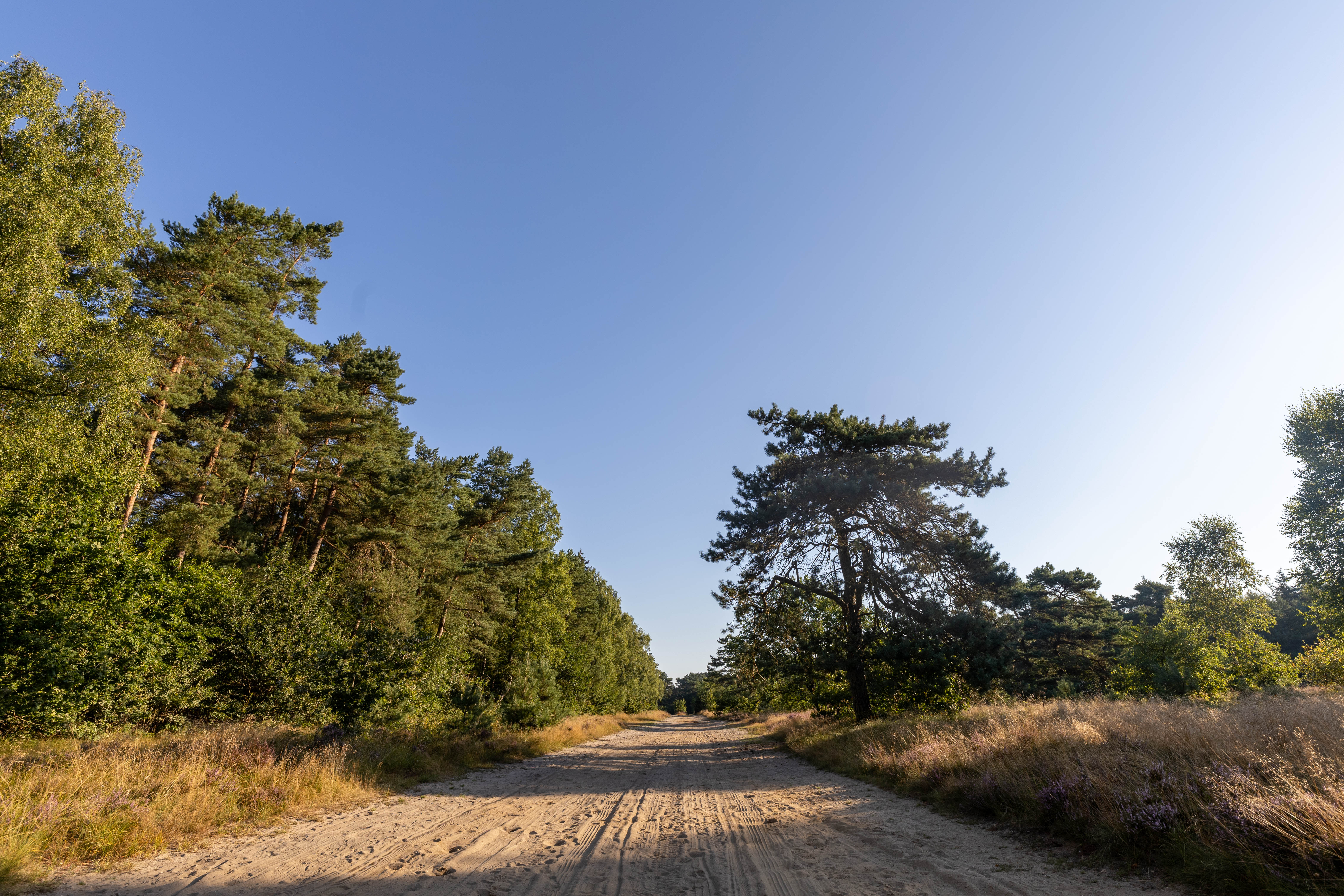
Der Ochsenweg in Owschlag ist ein Bodendenkmal

Von Viborg führt die in Dänemark Heerweg genannte Trasse über Silkeborg, Vejle, Vejen und Aabenraa nach Padborg. Weiter südlich liegen viele größere Städte Schleswig-Holsteins entlang des Weges, so Flensburg, Schleswig, dort zuvor die Wikingersiedlung Haithabu und Rendsburg. In Rendsburg teilt sich der Ochsenweg in eine Ostroute über Neumünster und Bad Bramstedt und eine Westroute via Itzehoe und Elmshorn. In Uetersen treffen sich die beiden Routen wieder, um zum Ziel des Ochsenweges, dem Ochsenmarkt in Wedel zu führen.
Wegen der Konkurrenz der Hafenstädte und Elbübergänge verzweigte sich der Weg auf den letzten Kilometern jedoch. In früher Zeit war der wichtigste Elbübergang eine Fährverbindung von der Hetlinger Schanze über die Insel Lühesand auf das südliche Elbufer. Im Mittelalter wurde Hamburg zur wichtigsten Stadt an der Unterelbe. Am Eintritt des Ochsenweges in Hamburger Gebiet befand sich der Ochsenzoll. Da die dänischen Landesherren Schleswig-Holsteins den Handel lieber in eigene Häfen lenken wollten, hatte der Ochsenweg auch Zweige nach Glückstadt und Altona.
Auffällig ist die Wegführung bei Flensburg und bei Schleswig/Haithabu: Die Hauptroute führte jeweils westlich auf dem Geestrücken an der Stadt vorbei, und die ehemalige Route ist in Flensburg heute die Trasse einer Umgehungsstraße. Dazu gab es von Nordwesten und von Südwesten Abzweigungen in die Hafenstädte an den Förden. Vom Ochsenweg gingen weitere Überlandstraßen wie die Angelbowege ab.
Entlang des historischen Ochsenwegs wurden an markanten Verkehrsknoten jeweils zwei hölzerne Hörner aufgestellt, um an den Verlauf des Weges zu erinnern.

## Geschichte

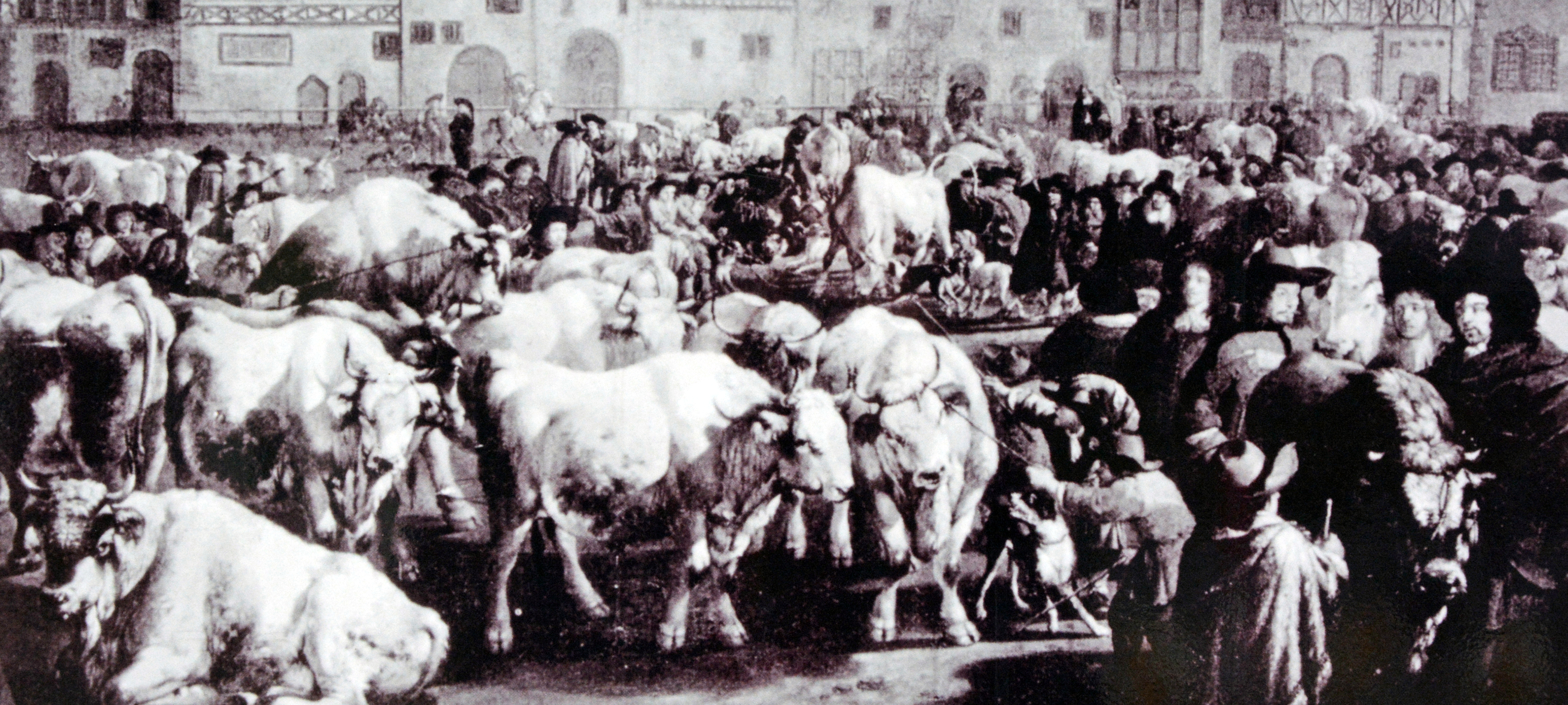
Ochsenmarkt um 1750 (Zeitgenössische Darstellung)

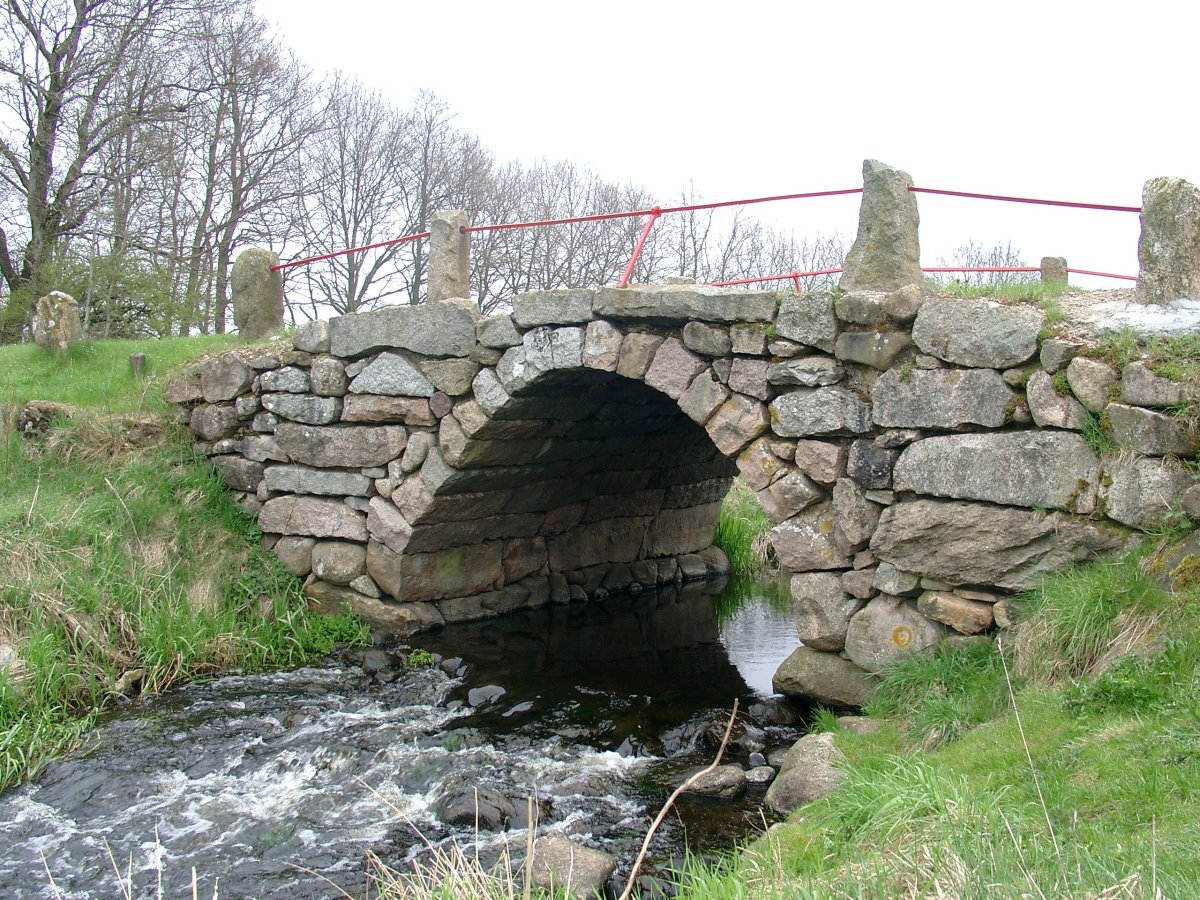
Die Povls Bro von 1844 mit Bach Bjerndrup Mølleå in Aabenraa Kommune

Die Ursprünge des Ochsenweges liegen wahrscheinlich in der Bronzezeit. Der Weg verlief überwiegend auf dem trockenen Teil der beiden wichtigen Naturlandschaften der Kimbrischen Halbinsel, der Geest des Baltischen Landrückens im Osten und am Geestrand als Zugang zum Marschland im Westen. Auf langen Strecken folgte er damit der Wasserscheide. Die aus der Halbinsel Angeln nach Westen fließende Treene war in ihrem Oberlauf leicht zu kreuzen. Ein bedeutendes natürliches Hindernis stellte die Eiderniederung dar, da die Eider schon weiter östlich recht breit ist und der Ochsenweg ihren Unterlauf überqueren musste. Die Querung erfolgte über die Grönsfurt bei Fockbek oder über die Eiderinsel von Rendsburg. In Dänemark verläuft der Weg in Teilbereichen noch auf der ursprünglichen Trasse, so bei Oksekær, und es existieren dort kleine Brückenbauten wie die Granitquaderbrücke Gejlå Bro von 1818.
Den gebräuchlichen deutschen Namen hat der Ochsenweg von der Ochsendrift, die über diesen Weg verlief. Bis in das 19. Jahrhundert hinein wurden Rinder aus Jütland und den dänischen Inseln zu den Mastgebieten in den Nordseemarschen der Westküste Schleswig-Holsteins, Ost- und Westfrieslands getrieben. Dort wurden sie bis zum Verkauf als Schlachtvieh fett geweidet.
Auf dem früher oft weichen Untergrund waren Ochsen als Zugtiere wichtig. Trotz seines dänischen Namens Heerweg war er selten Marschroute von Armeen, da es von der Antike bis ins 19. Jahrhundert nur wenige Invasionen aus Jütland beziehungsweise Schleswig nach Süden gab und nur drei aus Deutschland nach Norden. Im Mittelalter diente er außerdem als Teil des Jakobsweges von Dänemark nach Nordspanien.

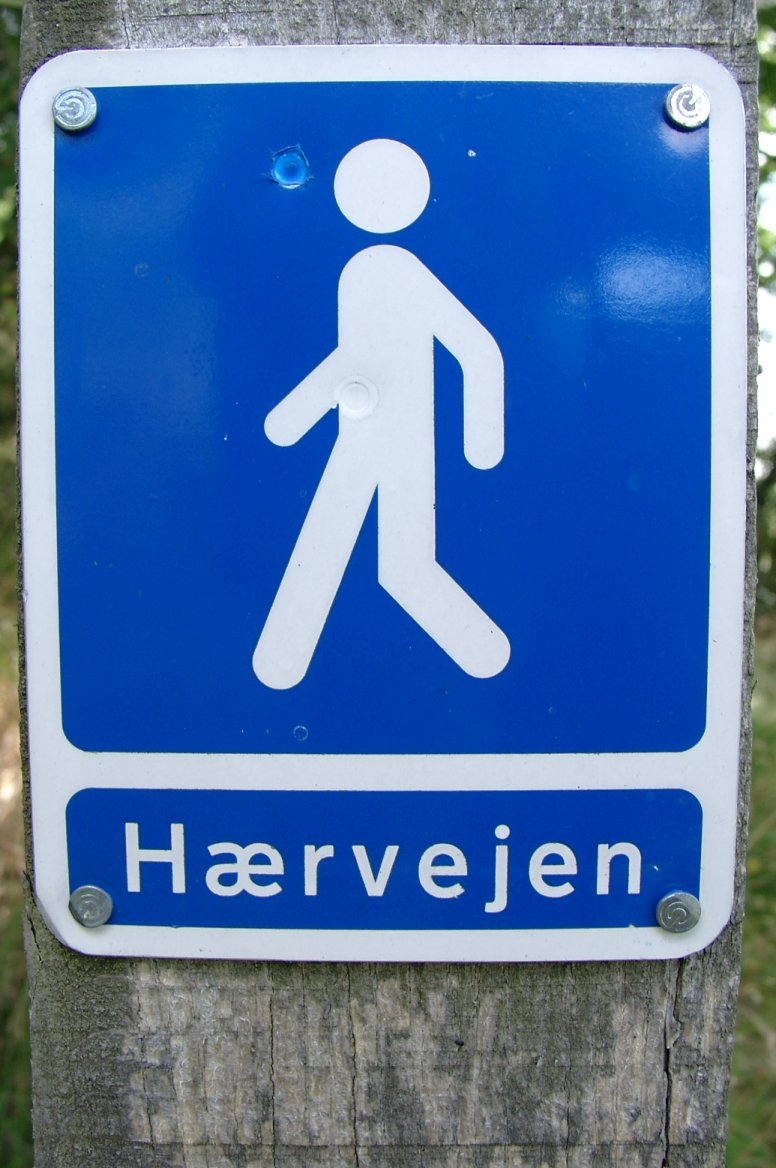
Dänische Beschilderung des Ochsenweges als Wanderweg

Das Ende als Trasse für den Viehtrieb ergab sich mit dem Eisenbahnbau bis zum Ende des 19. Jahrhunderts, da Eisenbahnen auf den weitgehend den Ochsenwegtrassen folgenden Strecken diese Aufgabe übernahmen: im Osten die Altona-Kieler, Neumünster–Rendsburgsche und Rendsburg–Oster-Ohrstedt–Flensburg–Fredericia-Strecke, im Westen die Marschbahn.
Im Mittelalter und in der Frühen Neuzeit war der Ochsenweg zudem eine wichtige Pilgerroute, die Menschen aus Nordeuropa insbesondere nach Italien führte. Er wurde so auch gegen 1500 von Erhard Etzlaub in seine berühmte Romwege-Karte aufgenommen.
Der Ochsenweg wurde Ende des 20. Jahrhunderts als völkerverbindendes Symbol zwischen Deutschen und Dänen genutzt und dient nun traditionellen Märschen und Veranstaltungen im Zusammenhang damit.

## Radfernweg
Seit 1998 besteht der Ochsenweg-Radfernweg mit zwei Varianten zwischen der dänischen Grenze bei Flensburg und Wedel bei Hamburg. Da manche Abschnitte des historischen Weges heute unbefahrbar sind, andere hingegen zur Hauptstraße wurden, sind historischer und touristischer Verlauf nicht überall identisch. Der sehr ebene und daher leicht befahrbare Radweg auf dem Geestrücken Schleswig-Holsteins findet nördlich in Dänemark eine Fortsetzung als Hærvejsruten (Heerwegsroute, nationaler Radweg Nr. 3). Der Radweg ist Teil der D-Route 7, die wiederum Bestandteil der EuroVelo-Route 3 ist.

## Via Jutlandica
Die Via Jutlandica – der Jütländische Weg des Jakobsweges – folgt im Wesentlichen dem Ochsenweg.